# Professional Association of Diving Instructors
La PADI (Professional Association of Diving Instructors) è una delle organizzazioni di istruzione alla subacquea più grandi al mondo, fondata da John Cronin e Ralph Erikson nel 1966.
La PADI ha sedi in Australia, Canada, Svizzera, Giappone, Svezia, Inghilterra, Nuova Zelanda e Stati Uniti d'America. La sede centrale si trova in California.
Gli standard di addestramento PADI sono riconosciuti internazionalmente dal World Recreational Scuba Training Council.

## Didattica

Brevetti PADI

La didattica offre corsi in diverse discipline quali lo snorkeling, la subacquea ricreativa, la subacquea tecnica e, recentemente, il freediving (apnea). I corsi partono dal livello base fino a livelli sempre più alti, comprendendo inoltre brevetti per istruttori e formatori di istruttori.
Il sistema PADI è basato su moduli, che dividono in teoria e pratica i vari livelli di apprendimento. La parte teorica è basata sull'autoapprendimento, controllata poi dall'istruttore, mentre la parte pratica è basata su un sistema basato sulle prestazioni diviso usualmente in sessioni in acque confinate (piscina) e sessioni in acque libere (mare o laghi).

### Brevetti per ragazzi
- PADI Seal Team
- PADI Bubble Maker

### Brevetti per subacquea ricreativa
- PADI Open Water Diver
- PADI Advanced Open Water Diver o Adventure Diving
- PADI Rescue Diver
- PADI Speciality Courses
- PADI Master Scuba Diver

### Corsi di specialità
- PADI Altitude Diver Speciality Course
- PADI Boat Diver Speciality Course
- PADI Cavern diver Speciality Course
- PADI Deep Diver Speciality Courses
- PADI Dry Suit Diver Speciality Course
- PADI Night Diver Speciality Course
- PADI Wreck Diver Speciality Course
- PADI Underwater Naturalist Speciality Course
- PADI Drift Diver Speciality Course
- PADI Digital Underwater Photographer Speciality Course
- PADI Underwater Photographer Speciality Course
- PADI Project AWARE Fish Identification Speciality Course
- PADI AWARE - Coral Reef Conservation Speciality Course
- PADI Diver Propulsion Vehicle Speciality Course
- PADI Enriched Air Diver Speciality Course
- PADI Equipment Specialist Speciality Course
- PADI Ice Diver Speciality Course
- PADI Multilevel Diver Speciality Course
- PADI Peak Performance Buoyancy Speciality Course
- PADI Project AWARE Specialty Course Speciality Course
- PADI Search and Recovery Speciality Course
- PADI Semiclosed Rebreather Course Speciality Course
- PADI SideMount Course Speciality Course
- PADI Underwater Naturalist Speciality Course
- PADI Underwater Navigator Speciality Course
- PADI Underwater Videographer Speciality Course

### Brevetti professionali
- PADI Divemaster
- PADI Assistant Instructor
- PADI Open Water Scuba Instructor
- PADI Specialty Instructor
- PADI Master Scuba Diver Trainer
- PADI IDC Staff Instructor
- PADI Master Instructor
- PADI Course Director